# Stechlinsee
Stechlinsee eller Grosser Stechlinsee är en insjö i norra Brandenburg i Tyskland, belägen mellan Fürstenberg/Havel och Rheinsberg i kommunen Stechlin i Landkreis Oberhavel. Stechlinsee är med 70 meters djup den djupaste insjön i Brandenburg, känd för sitt klara vatten, med siktdjup på upp till 11 meter, i snitt 6 meter. Den har sitt utlopp över Polzowkanalen i floden Havel. Fiskbeståndet i sjön är omfattande och bland annat finns här den för sjön endemiska Stechlinsiken, Coregonus fontanae.
Sjön och trakten kring den är namngivare till Theodor Fontanes sista roman Der Stechlin (1897–1898), som behandlar den fiktiva adelssläkten von Stechlin som i romanen är bosatt i ett fiktivt slott vid sjön. 
Ett kort stycke från sjön var under 1930-talet prins Sigvard Bernadotte bosatt i Villa Bernadotte i Neuglobsow under äktenskapet med Erica Patzek. Från 1960 till 1966 uppfördes Rheinsbergs kärnkraftverk nedströms från sjön, vars kylvatten leddes tillbaka till Stechlinsee. Den resulterande uppvärmningen påverkade sjöns växt- och djurliv under den tid då reaktorn var i drift från 1966 till 1990. Under 2010-talet har stigande fosforhalter hotat sjöns status som den enda oligotrofa sjön i norra Tyskland.